# Sean Maher

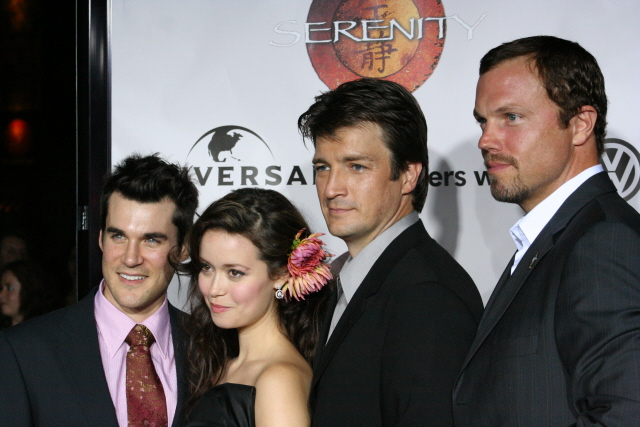
Sean Maher, Summer Glau, Nathan Fillion i Adam Baldwin.

Sean Maher (ur. 16 kwietnia 1975 w Pleasantville) – amerykański aktor, występował jako Simon Tam w serialu fantastycznonaukowym FOX Firefly (2002–2003).

## Życiorys

### Wczesne lata
Urodził się w Pleasantville, w stanie Nowy Jork jako syn Margaret i Josepha Maherów. Uczęszczał do Byram Hills High School w Armonk, w stanie Nowy Jork wraz z aktorami Eddie Cahillem i Eyalem Podellem. W 1997 ukończył studia na wydziale dramatu Uniwersytetu Nowojorskiego.

### Kariera
Wystąpił w dwóch produkcjach scenicznych: Bezpłodna (Yerma) autorstwa Federico Garcíi Lorci i Chodźmy w las! (Into The Woods) Stephena Sondheima.
Po raz pierwszy pojawił się na ekranie w serialu Ryan Caulfield: Jeden rok (Ryan Caulfield: Year One, 1999) jako tytułowy rekrutujący oficer policji. Potem zagrał w serialach: Ich Pięcioro (Party of Five, 2000) w roli Adama Matthewsa, Fox Ulica/Ka$a (The $treet, 2000-2001) i CBS Kryminalne zagadki Miami (CSI: Miami, 2003).
Zagrał postać Brian Piccolo, zawodnika drużyny futbolu amerykańskiego w remake’u telewizyjnym biograficznym dramacie sportowym ABC Piosenka Briana (Brian's Song, 2001) u boku Mekhi Phifera. W dramacie telewizyjnym FOX Skok do wody (The Dive From Clausen's Pier, 2005) wystąpił jako Kilroy, nowa miłość bohaterki granej przez Michelle Trachtenberg.

## Życie prywatne
W 2011 ujawnił się jako osoba homoseksualna. W 2016 zawarł związek małżeński z Paulem, z którym zaadaptował córkę Sophię Rose (ur. 2007) i syna Liama Xaviera (ur. 2010).

## Filmografia
- 2000: Ich Pięcioro (Party of Five) jako Adam Matthews
- 2002-2003: Firefly jako dr Simon Tam
- 2003: CSI: Kryminalne zagadki Miami jako Carson Mackie
- 2005: Serenity jako dr Simon Tam
- 2006: Weselna wojna jako Ted Moore
- 2009: Jej Szerokość Afrodyta jako Marcus Newsome
- 2010: Mentalista jako Jasper / Wilson
- 2010: Magazyn 13 jako Sheldon
- 2011-2012: Za wszelką cenę jako Marcus
- 2013-2014: Arrow jako Mark Scheffer / Shrapnel
- 2015: Spojrzenia jako Jake
- 2018: 9-1-1 jako Paul
- 2019: Rekrut jako Caleb Jost